# Dance in the Vampire Bund
Dance in the Vampire Bund (ダンスインザヴァンパイアバンド, Dansu in za Vanpaia Bando) est un manga écrit et dessiné par Nozomu Tamaki. Il est prépublié dans le magazine de seinen Comic Flapper de la société Media Factory entre décembre 2005 et septembre 2012, et est compilé en un total de quatorze tomes entre juin 2006 et octobre 2012. Une adaptation en anime produite par le studio Shaft a été diffusée au Japon du 7 janvier 2010 au 1er avril 2010. En France, le manga est édité en intégralité par Delcourt Tonkam et l'anime est licencié par l'éditeur Dybex.
Une première série dérivée nommée Dive in the Vampire Bund est sortie, et une seconde nommée Dance in the Vampire Bund: Sledge Hammer est publiée entre novembre 2012 et novembre 2013 puis compilé en trois tomes. Cette seconde série fait le lien avec la deuxième partie du manga nommée Dance in the Vampire Bund 2: Scarlett Order, publiée entre décembre 2013 et avril 2015. Une suite intitulée Dance in the Vampire Bund A.S.O. est prévue.

## Synopsis
L'histoire tourne autour de Mina Țepeș, une princesse dirigeant tous les vampires, et de son "protecteur", Akira. Comme les autres vampires, Mina vivait cachée depuis des années. Souhaitant mettre fin à des siècles d'isolement, Mina réussit à obtenir une autorisation pour créer un quartier spécial pour les vampires, la "Fédération" (ou le Bund), au large des côtes du Japon, en payant la dette nationale du gouvernement japonais. Mina révèle ensuite au monde l'existence des vampires et son désir de cohabitation des espèces. Cependant les tensions sont importantes entre certains humains craintifs et certains vampires extrémistes, ce qui entre en conflit avec le désir de paix de Mina avec le monde des humains.

## Personnages
Mina Țepeș (ミナ・ツェペッシュ, Mina Tsepesshu)Doublé par Aoi Yūki
L'héroïne principale, Mina est une princesse de la dynastie Țepeș et dirigeante de tous les vampires. En tant que vampire de sang pur, Mina est immortelle et son corps grandit si lentement qu'elle a toujours l'apparence d'une fille prépubère, bien qu'elle ait plus de 400 ans. Malgré cela, Mina ne se gêne pas à montrer son corps à chaque fois qu'elle en a l'occasion. Son attitude hautaine et complaisante cache souvent la réalité, qui est qu'elle soit très protectrice envers ses semblables vampires qu'elle dirige. Elle ferait tout pour protéger leur futur, même si cela implique de risquer sa propre vie. Mina connaît son "protecteur" Akira depuis que ce dernier est né et malgré des maltraitements occasionnels, elle éprouve des sentiments sincères à son égard. Elle est extrêmement possessive envers Akira, affirmant "qu'il soit né pour elle seule" et refusant de le partager avec quiconque. Lorsque Mina déchaîne toute sa puissance, elle révèle sa véritable forme et son corps se transforme en une femme adulte.
Akira Kaburagi Regendorf (暁 鏑木 レーゲンドルフ, Akira Kaburagi Rēgendorufu)Doublé par Yūichi Nakamura
Le héros principal, Akira est un membre du Clan de la Terre, un clan de loups-garous qui servent de protecteurs et de chevaliers pour la famille Țepeș depuis des siècles. Sa première rencontre avec Mina, du moins, celle dont il se souvient, arrive lorsqu'il était enfant. Akira promit de toujours protéger Mina, sans savoir qu'il était élevé pour justement être son protecteur/serviteur plus tard. Malgré l'attitude assez dure qu'a Mina envers lui, Akira se soucie beaucoup pour Mina, pouvant aller jusqu'à sacrifier son propre corps s'il le faut. En tant que loup-garou de sang pur, Akira possède une force immense, tout comme ses réflexes et ses sens. Il possède une incroyable résistance aux blessures physiques et a une capacité de régénération extraordinaire. Quand les vampires furent révélés au monde, Akira est forcé de protéger Mina constamment. Sa relation avec Mina complique un peu plus sa vie, car cela révèle aussi sa vraie nature aux étudiants humains de l'académie où il étudie. À cause de cela, un sentiment de méfiance et de haine se développe chez un certain nombre de ses camarades, l'accusant alors d'être du côté des vampires. D'autres difficultés arrivent lorsque Mina décide d'entrer dans l'académie en tant qu'étudiante et présidente, et commençant par s'approprier l'autorité du conseil des étudiants.
Akira éprouve quelques sentiments pour Yuki. Des sentiments qui disparaissent cependant avec le temps.
Dans l'anime, au début de l'histoire, il a perdu toute sa mémoire dans un accident.

## Manga
Le manga a été prépublié dans le magazine Comic Flapper de l'éditeur Media Factory entre le 5 décembre 2006 et le 5 septembre 2012. Le manga est édité en version française par Tonkam.
Une première série dérivée nommée Dive in the Vampire Bund est aussi sorti. Un seul tome a été publié et la série est en pause. Tonkam édité la série en version française. Une seconde série dérivée nommée Dance in the Vampire Bund: Sledge Hammer a été prépubliée dans le magazine Comic Flapper entre novembre 2012 et novembre 2013. La version française est également publiée par Tonkam. Elle sert de lien entre la première et la deuxième partie, intitulée Dance in the Vampire Bund 2: Scarlett Order et publiée depuis décembre 2013.

### Liste des volumes
| no | Japonais          | Japonais          | Français           | Français          |
| no | Date de sortie    | ISBN              | Date de sortie     | ISBN              |
| -- | ----------------- | ----------------- | ------------------ | ----------------- |
| 1  | 23 juin 2006      | 4-8401-1397-1     | 10 novembre 2010   | 978-2-7595-0584-5 |
| 2  | 22 décembre 2006  | 4-8401-1646-6     | 5 janvier 2011     | 978-2-7595-0585-2 |
| 3  | 23 juin 2007      | 978-4-8401-1917-7 | 9 mars 2011        | 978-2-7595-0586-9 |
| 4  | 20 novembre 2007  | 978-4-8401-1971-9 | 4 mai 2011         | 978-2-7595-0593-7 |
| 5  | 23 juin 2008      | 978-4-8401-2233-7 | 29 juin 2011       | 978-2-7595-0594-4 |
| 6  | 22 décembre 2008  | 978-4-8401-2508-6 | 9 septembre 2011   | 978-2-7595-0595-1 |
| 7  | 23 juillet 2009   | 978-4-8401-2584-0 | 30 novembre 2011   | 978-2-7595-0675-0 |
| 8  | 22 décembre 2009  | 978-4-8401-2951-0 | 29 février 2012    | 978-2-7595-0789-4 |
| 9  | 23 mars 2010      | 978-4-8401-2991-6 | 23 mai 2012        | 978-2-7595-0790-0 |
| 10 | 22 novembre 2010  | 978-4-8401-3399-9 | 16 juillet 2012    | 978-2-7595-0791-7 |
| 11 | 24 mars 2011      | 978-4-8401-3780-5 | 1er septembre 2012 | 978-2-7595-0792-4 |
| 12 | 22 septembre 2011 | 978-4-8401-4041-6 | 21 novembre 2012   | 978-2-7595-0793-1 |
| 13 | 23 mars 2012      | 978-4-8401-4445-2 | 27 février 2013    | 978-2-7595-0931-7 |
| 14 | 23 octobre 2012   | 978-4-8401-4741-5 | 3 avril 2013       | 978-2-7595-1052-8 |

## Anime
Une adaptation en anime, produite par le studio Shaft, et dirigée par Akiyuki Shinbo, a lancé sa diffusion le 7 janvier 2010 sur la chaîne AT-X, puis sur plusieurs autres chaînes telles que Chiba TV, Sun TV, Tokyo MX, TV Aichi, TV Kanagawa et TV Saitama. La diffusion s'est terminée le 1er avril 2010 au Japon.
En France, l'éditeur Dybex a annoncé le 14 janvier 2010 préparer un simulcast gratuit sur sa chaîne streaming sur Dailymotion. Le premier épisode en version originale sous-titrée est diffusée le 25 janvier 2010. L'anime est édité en DVD depuis novembre 2010.

### Liste des épisodes
| No | Titre français            | Titre japonais                    | Titre japonais           | Date de 1re diffusion |
| No | Titre français            | Kanji                             | Rōmaji                   | Date de 1re diffusion |
| -- | ------------------------- | --------------------------------- | ------------------------ | --------------------- |
| 1  | Prom Night                | プロムナイト                      | Puromu Naito             | 7 janvier 2010        |
| 2  | Howling                   | ハウリング                        | Hauringu                 | 14 janvier 2010       |
| 3  | Teen Wolf                 | ティーン ウルフ                   | Tīn Urufu                | 21 janvier 2010       |
| 4  | Interview with Vampire    | インタビュー ウィズ ヴァンパイア  | Intabyū Wizu Vanpaia     | 28 janvier 2010       |
| 5  | Shadow of Vampire         | シャドウ オブ ヴァンパイア        | Shadō Obu Vanpaia        | 4 février 2010        |
| 6  | From Dusk Till Dawn       | フロム ダスク ティル ドーン       | Furomu Dasuku Tiru Dōn   | 11 février 2010       |
| 7  | Innocent Blood            | イノセント ブラッド               | Inosento Buraddo         | 18 février 2010       |
| 8  | Near Dark                 | ニア ダーク                       | Nia Dāku                 | 4 mars 2010           |
| 9  | Lost Boy                  | ロストボーイ                      | Rosuto Bōi               | 11 mars 2010          |
| 10 | Walpurgis Night           | ワルプルギスの夜                  | Warupurugisu no Yoru     | 18 mars 2010          |
| 11 | Underworld                | アンダーワールド                  | Andāwārudo               | 25 mars 2010          |
| 12 | Dance in the Vampire Bund | ダンス イン ザ ヴァンパイアバンド | Dansu In Za Vanpaiabando | 1er avril 2010        |